# 余心乐 (1913年)
余心乐（1913年3月27日—2000年），江西武宁人，中国语言文字学家。
余心乐于七岁时读私塾，十二岁时考入县城沈健小学，十四岁时以全县第一名考入江西省立第十五中学，十七岁时又进入江西省立南昌第一中学。余心乐于1933年考入南京中央大学中文系，师从黄侃。
1937年大学毕业后，余心乐先后任教于私立鸿声中学、南昌九县联立洪都中学武宁分校、江西省立南昌第一中学、国立第十三中学。对日抗战结束以后，被邀请担任武宁县私立振风中学校长，因不满有人在校内搞三民主义青年团活动，不辞而去，之后任教于南昌莲塘师范学校、江西省立武宁师范学校、南昌师范、江西省中等师资进修学校。1953年高等学校院系调整时，余心乐调任江西师范学院（现江西师范大学），先后担任中文系讲师、副教授、教授，长期从事汉语史研究和教学。

## 著作
- 《汉字改革讲话》（江西人民出版社，1957年）
- 《汉语语法提要》（江西人民出版社，1958年）
- 《古代汉语》（江西师范学院，1977年）
- 《古汉语虚词词典》（江西教育出版社，1996年），ISBN 7539219149